# 外務省 (フランス)
ヨーロッパ・外務省（ヨーロッパがいむしょう、フランス語: Ministère de l'Europe et des Affaires étrangères）は、フランスの省のひとつ。フランスの外交政策の実施および欧州連合内における関係の維持を担当する。

## 概要
フランスにおける外務大臣の起源は、アンシャン・レジーム期の1547年に初めて設置された外務卿（Secrétaire d'État des Affaires étrangères）である。当初は複数の外務卿が任命され、担当地域ごとに外交関係を処理していたが、1589年には国際関係を処理する一人の外務卿に権限を集中させた。
フランス革命後の1789年に、外務卿は外務大臣（Ministre des Affaires étrangères）と改称された。1794年、外務大臣職はその他の閣僚職とともに国民公会によって廃止されたが、1795年、総裁政府によって再び設置された。
1980年代の一時期には、本省は対外関係省（Ministère des relations extérieures）と称されていた。また、フィヨン内閣の下、2007年5月18日からは外務・ヨーロッパ問題省（Ministère des Affaires étrangères et européennes）と称されていたが、エロー内閣の下、2012年5月16日からは外務省（Ministère des Affaires étrangères）という名称に復されていた。ヴァルス内閣成立後、2014年4月2日からは外務・国際開発省（Ministère des Affaires étrangères et du Développement international）と称された。2017年6月21日の第2次エドゥアール・フィリップ内閣発足時に、ヨーロッパ・外務省に改称された。
外務省庁舎はパリ7区のオルセー河岸に所在し、国民議会議事堂（ブルボン宮殿）が隣接する。その所在地から、le Quai d'Orsay（オルセー河岸）あるいはle Quai（河岸）は外務省の代名詞となっている。また、この外務省庁舎は第一次世界大戦のパリ講和会議の会場となったことでも知られる。

## 任務
外務省の任務は以下の通りである。
- 在外公館から送られた政治、経済、文化および協力に関する文書を通じて、大統領および政府に対し、国際情勢の進展および外国の情勢に関する情報を提供すること。
- フランスの外交政策の大まかな方向性を立案すること。
- 国際関係の指揮および調整（外国政府に対する使節の派遣、外交交渉、協定の調印および国を代表して国際的な抗議を行うこと）ならびに他省の対外的活動の指揮および調整。
- 領事館を通じて、外国におけるフランス人の利益を保護し、在外フランス人を援助すること。

かつては外交は外務省のみが所管していたため、これらの職務は極めて安定していた。しかし2007年に移民・統合・国家アイデンティティー・連帯開発省（以下「移民省」）が設置されたことで、外務省の管轄の一部が移民省に移された。移民省はその後2010年に内務省に統合されている。

## 組織

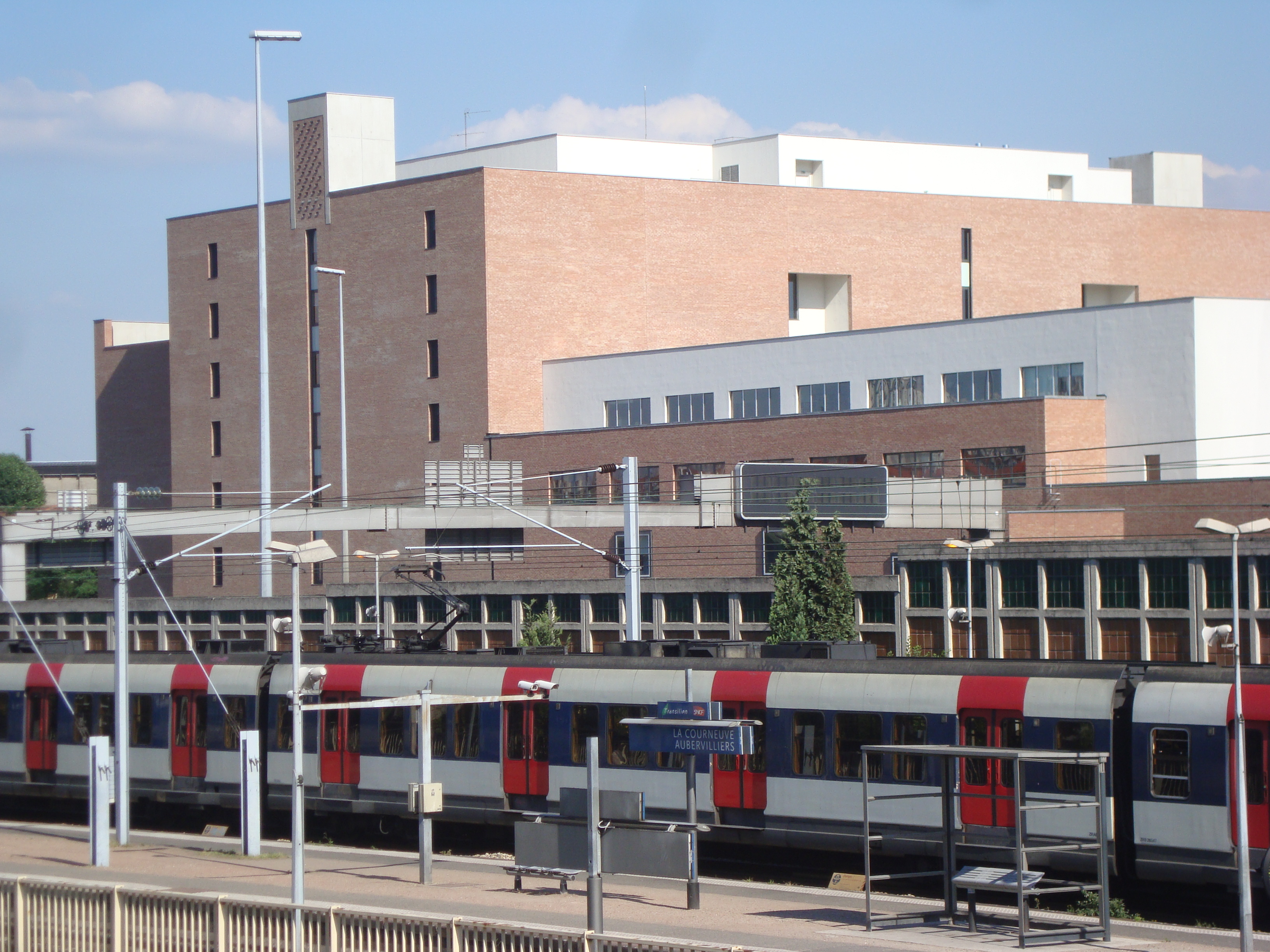
ラ・クールヌーヴに所在する外交公文書館

外務省はパリに所在する中央行政機関、およびナント（在外フランス人の戸籍）とパリ郊外のラ・クールヌーヴ（外交公文書館）に所在する地方出先機関、ならびに世界中に所在する在外公館から成る。

### 中央行政機関
中央行政機関の組織は以下の通りである。
- 事務総局（Secrétariat général）
- 儀典課（Protocole）
- 外務監督局（Inspection générale des affaires étrangères）
- 分析・予測・戦略センター（Centre d’analyse, de prévision et de stratégie）
- 危機センター（Centre de crise）
- 政治・安全保障総局（Direction générale des affaires politiques et de sécurité）
  - 国際連合・国際機関・人権・フランコフォニー局（Direction des Nations unies, des organisations internationales, des droits de l'homme et de la francophonie）
  - 戦略・安全保障・軍縮局（Direction des affaires stratégiques, de sécurité et du désarmement）
  - 安全保障・防衛協力局（Direction de la coopération de sécurité et de défense）
  - 大陸ヨーロッパ局（Direction de l'Europe continentale）
  - アフリカ・インド洋局（Direction d'Afrique et de l'océan Indien）
  - 北アフリカ・中東局（Direction d'Afrique du Nord et du Moyen-Orient）
  - アメリカ・カリブ局（Direction des Amériques et des Caraïbes）
  - アジア・オセアニア局（Direction d'Asie et d'Océanie）
- 欧州連合局（Direction de l'Union européenne）
- 国際問題・開発・パートナーシップ総局（Direction générale de la mondialisation, du développement et des partenariats）
  - 企業・国際経済局（Direction des entreprises et de l'économie internationale）
  - 開発・国際公共財局（Direction du développement et des biens publics mondiaux）
  - 文化・学術・研究協力局（Direction de la coopération culturelle, universitaire et de la recherche）
  - プログラム・ネットワーク局（Direction des programmes et du réseau）
- 管理・現代化総局（Direction générale de l'administration et de la modernisation）
  - 人的資源局（Direction des ressources humaines）
  - 財務局（Direction des affaires financières）
  - 情報システム局（Direction des systèmes d'information）
  - 庁舎・後方業務局（Direction des immeubles et de la logistique）
- 在外フランス人・領事局（Direction des Français à l'étranger et de l'administration consulaire）
  - 在外フランス人部（Service des Français à l'étranger）
  - 条約・民事・司法共助部（Service des conventions, des affaires civiles et de l'entraide judiciaire）
- 法務局（Direction des affaires juridiques）
- 通信・報道局（Direction de la communication et de la presse）
- 公文書局（Direction des archives）

### 在外公館
外務省はその任務の達成のため、400近くの在外公館（うち大使館163、総領事館および領事館92）を含む外交・領事ネットワークを有している。そのネットワークは数の上でアメリカ合衆国に次ぎ2番目に規模が大きい。

## 大臣
大臣は中央行政機関に加えて、担当大臣、官房および報道官をその権限の下に置いている。担当大臣もまた同様に官房を有している。
現在のヨーロッパ・外務大臣はジャン＝ノエル・バロ。

## 職員
2013年の外務省の職員（公務員およびフランス法ならびに現地外国法に基づく嘱託職員）数は1万4798人であり、そのうち3分の2が在外公館に勤務している。